# Jurij Lukszyn
Jurij Lukszyn (ros. Юрий Люкшин; ur. 16 marca 1937 w Bołchowie, zm. 5 stycznia 2023) – rosyjski językoznawca, przez większość życia związany z Polską.

## Życiorys
W 1963 ukończył studia na Uniwersytecie Leningradzkim, następnie pracował jako nauczyciel. W 1970 obronił na macierzystej uczelni pracę doktorską i rozpoczął tam pracę jako asystent w Katedrze Języka Rosyjskiego. W latach 1973–1976 przebywał w Polsce jako docent kontraktowy na Uniwersytecie Warszawskim. Od 1977 mieszkał na stałe w Polsce. W latach 1977–1980 pracował jako adiunkt w Instytucie Kształcenia Nauczycieli. W 1979 uzyskał na UW stopień doktora habilitowanego. W latach 1980–1984 był kierownikiem Zakładu Języka Rosyjskiego w filii UW w Białymstoku. W latach 1984–2000 pracował w Instytucie Lingwistyki Stosowanej UW, tam w latach 1984–1992 kierował Zakładem Translatoryki, w latach 1992–2000 Zakładem Leksykografii i Gramatykografii Dydaktycznej. 15 grudnia 1988 uzyskał tytuł profesora nauk humanistycznych. Od 1993 był zatrudniony na stanowisku profesora zwyczajnego. W 2000 został kierownikiem nowo utworzonej Katedry Języków Specjalistycznych na Wydziale Lingwistyki Stosowanej Uniwersytetu Warszawskiego. Na tym stanowisku pracował do 2008. Od 2012 pracował w Instytucie Rusycystyki UW.
Jego żoną była Wanda Zmarzer.